# 기독교경남방송
기독교경남방송(상호명: 경남씨비에스, 약칭: 경남CBS, 영어: Gyeongnam Christian Broadcasting System)은 개신교계 방송 중 하나로서, 대한민국 경남 지역의 민영 방송이다.

## 역사

### 1990년대
- 1999년 7월 29일 기독교경남방송 허가추천 신청(문화관광부)

### 2000년대
- 2000년 1월 14일 기독교경남방송 설립추천(문화관광부)
- 2000년 1월 25일 박승오 설립본부장 발령
- 2000년 2월 10일 송신소 임대계약(한국통신 부산운용국)
- 2000년 2월 23일 기독교경남방송 허가신청(정보통신부)
- 2000년 5월 18일 CBS설립추진위원회 발족예배 및 총회(마산삼일교회) (제1대 운영이사장 : 구동태 감독 / 합성감리교회)
- 2000년 5월 24일 보도제작국장, 기술국장발령
- 2000년 5월 24일 기독교경남방송 설립허가(정보통신부) / 출력 5kW 주파수:106.9MHz 가청지역: 마산,창원,진해,양산,거제,통영,사천,고성,함안,남해
- 2000년 7월 21일 방송시설 공사업체 입찰실시(낙찰: 삼양통신)
- 2000년 8월 8일 신입사원 모집공고
- 2000년 11월 16일 조춘택 본부장 취임(초대본부장)
- 2000년 12월 1일 시험방송개시
- 2001년 3월 5일 개국전 축하행사(주기철 목사 일대기 성극)
- 2001년 3월 8일 "개국"
- 2001년 10월 13일 운영위원회 결성(운영국장, 기획국장, 조직국장)임명
- 2001년 11월 24일 김봉남 본부장 취임(3대)
- 2001년 11월 29일 새롭게 하소서 공개방송(합성교회)
- 2001년 12월 28일 경남도민일보와 공통 협약체결
- 2001년 12월 29일 기독교경남방송 운영위원 위촉식
- 2002년 1월 17일 전국소년소녀합창제
- 2002년 3월 8일 개국 1주년 기념 축하연
- 2002년 3월 28일 러시아 국립 "별" 소년소녀합창단 초청 공연
- 2002년 4월 20일 장애우와 함께하는 ,몽중인> 무료시사회
- 2002년 4월 23일 제 1차 한일선상부흥회/일본선교여행(뱃부)
- 2002년 5월 21일 제 2차 한일선상부흥회/일본선교여행(뱃부)
- 2002년 6월 10일 제 1차 경남기독교단 친선배구대회
- 2002년 10월 23일 경남CBS 권사 합창단 창단(단장 : 강순자 권사, 지휘 : 장기홍 장로)
- 2002년 11월 5일 제 3차 한일선상부흥회/일본선교여행(오사카)
- 2002년 12월 17일 임웅균과 함께하는 CBS송년음악회(경남CBS 권사합창단 창단 공연 兼)
- 2003년 3월 29일 농촌 미자립교회 돕기 친환경무기질비료 보급운동 - 한국미생물농법 연구소(대표 안병철) - 3억상당 친환경무기질비료 기증
- 2003년 4월 9일 개국 2주년 호주 크리스챤리뷰 초청 오페라하우스 성가 대합창제
- 2003년 4월 11일 호주 Hillsong Church Conference 참가(~11일)
- 2003년 6월 9일 제 2차 경남기독교단 친선배구대회
- 2003년 8월 4일 백두산 들꽃축제
- 2003년 10월 3일 제 1회 경남CBS배 족구대회
- 2003년 11월 4일 제 4차 한일선상부흥회/일본선교여행(기하성 50년 대희년기념)
- 2003년 11월 13일 CBS경남방송 운영위원회 김해시지부 발족
- 2004년 3월 25일 경남CBS 목사 합창단 창단
- 2004년 4월 17일 Gloria Chorus Festival(CBS창사 50주년/CBS경남방송 개국 3주년 기념)
- 2004년 4월 28일 호주 오페라하우스 공연(4월 28일 ~ 5월 5일) (CBS창사 50주년 기념)
- 2004년 5월 8일 Academy Wind Orchestra Concert(CBS창사 50주년/CBS경남방송 개국 3주년 기념)
- 2004년 5월 15일 소년소녀 합창단 / 유치부 합창단 창단
- 2004년 6월 24일 김창수 본부장 취임(4대)
- 2004년 6월 28일 CBS합창단 창단
- 2006년 1월 16일 목회자 방송선교 위원회 창립총회
- 2006년 3월 1일 김영희 본부장 취임(5대)
- 2006년 3월 17일 경남CBS 창립 5주년 기념예배
- 2006년 5월 4일 창립 5주년 기념 장경동 목사 초청 부흥회
- 2007년 1월 23일 김진흥 목사 초청 부흥회
- 2007년 2월 3일 제1회 크리스천 볼링대회 (창원 현대볼링장)
- 2007년 3월 1일 크리스천 축구대회
- 2007년 12월 17일 캐럴 음악회 (김종찬 전도사, 동방현주)
- 2008년 2월 18일 김승동 본부장 취임(6대)
- 2008년 3월 10일 경남CBS 개국7주년 기념 및 본부장 취임예배
- 2008년 6월 3일 The Classic Concert (박종호, 소향, 김유설)
- 2008년 9월 6일 제2회 크리스천볼링대회(마산 월드볼링장)
- 2008년 11월 27일 제 2회 크리스천 축구대회
- 2008년 12월 8일 경제난 극복 CBS희망콘서트 "아름다운 당신에게"
- 2009년 1월 5일 ~ 2월 7일 2009! CBS스키캠프(무주리조트)
- 2009년 3월 26일 개국 8주년 기념 경남CBS 합창제
- 2009년 3월 28일 제 1회 족구 선교대회
- 2009년 6월 15일 윤기화 본부장 취임(7대)
- 2009년 9월 17일 ~ 9월 18일 CBS 영상/음향 세미나
- 2009년 10월 7일 ~ 10월 8일 행복한 동행 1 (김기대 목사)
- 2009년 10월 10일 CBS 개국 8주년 기념 제 1회 중창경연대회
- 2009년 10월 14일 ~ 10월 15일 행복한 동행 2 (한인수 장로, 정인숙 권사)
- 2009년 11월 26일 경남CBS 권사합창단 제4회 정기 연주회(단장 : 강순자 권사, 지휘 : 박정렬 권사)
- 2009년 12월 28일 이희아 콘서트 "특별한 선물"

### 2010년대
- 2010년 1월 7일 제4회 경남CBS 소년소녀 합창단 정기연주회
- 2010년 3월 11일 경남CBS 개국9주년/운영이사장, 이사 취임 감사예배(제2대 운영이사장 : 황삼수 목사/서마산교회)
- 2010년 4월 20일 ~ 4월 28일 경남CBS 개국9주년 카네기홀 특별 공연 "교민을 위한 기쁨과 평안의 찬양 축제"
- 2010년 5월 29일 경남생활체육 어울림 한마당 대 축제
- 2010년 8월 17일 영적 부흥 대성회(강사:김학중 목사)
- 2010년 8월 18일 영적 부흥 대성회(강사:김삼환 목사)
- 2010년 9월 17일 ~ 9월 18일 제2회 영상/음향/조명 아카데미
- 2010년 12월 5일 거가대교 개통기념 2010 국제마라톤대회
- 2010년 12월 14일 성탄축하 경남 CBS 송년음악회
- 2011년 3월 28일 경남CBS 개국 10주년 기념식 및 축하연주회
- 2011년 3월 29일 다문화 가정과 함께 하는 콘서트 通해야!
- 2011년 6월 2일 제4회 경남CBS배 경남기독교단 배구대회
- 2011년 6월 15일 김해성시화 위한 성령 대성회
- 2011년 11월 23일 경남복음화를 위한 영적부흥 대성회(강사 : 이승희 목사)
- 2011년 11월 24일 경남복음화를 위한 영적부흥 대성회(강사 : 김학중 목사)
- 2011년 11월 28일 ~ 11월 30일 경남복음화를 위한 영적부흥 대성회(강사 : 장경동 목사)
- 2011년 12월 13일 다문화 가족과 함께하는 부활 콘서트
- 2011년 12월 26일 양기엽 본부장 취임(8대)
- 2012년 2월 28일 경남CBS 운영이사장 이취임 감사예배(제3대 운영이사장 : 금성대 감독/진해제일교회)
- 2012년 5월 14일 제5회 경남CBS배 목회자 배구대회
- 2012년 5월 29일 이주노동자와 함께하는 '2012 通해야! 콘서트'
- 2012년 6월 13일 진주시 복음화를 위한 영적부흥 대성회 (강사 : 이영훈 목사)
- 2012년 10월 8일 ~ 10월 10일 진해 복음화를 위한 영적부흥 대성회 (강사 : 김학중 목사)
- 2012년 11월 5일 ~ 11월 7일 경남 복음화를 위한 영적부흥 대성회 (강사 : 윤호균 목사)
- 2012년 11월 19일 ~ 11월 20일 거제 복음화를 위한 영적부흥 대성회(강사 : 김문훈 목사)
- 2012년 12월 10일 ~ 12월 12일 창원 복음화를 위한 영적부흥 대성회(강사 : 장경동 목사)
- 2012년 12월 13일 다문화 가족과 함께 하는 "힐링콘서트"
- 2013년 3월 7일 경남CBS 개국 12주년 기념예배
- 2013년 4월 25일 다문화 가족과 함께 하는 '2013 通해야 콘서트'
- 2013년 10월 14일 ~ 10월 26일 경남CBS 창립 12주년 기념 "성경 필사본 전시회"
- 2013년 11월 7일 경남CBS 창립 12주년 기념 "가을콘서트"
- 2013년 11월 26일 경남CBS 목회자 스피치 세미나
- 2014년 2월 11일 김일억 본부장 취임(9대)
- 2014년 2월 13일 경남CBS 운영이사장 이취임 감사예배(제 4대 운영이사장 : 조관행 목사/창원성결교회)
- 2014년 3월 18일 ~ 3월 23일 송신소 이전(MBC 경남국)
- 2014년 4월 22일 다문화 가족과 함께 하는 '2014 通해야 콘서트'
- 2014년 7월 7일 경남대학교와 산학협력 가족회사 협약 체결
- 2014년 7월 제일종합병원과 업무 협약 체결
- 2014년 10월 30일 <손양원 목사 생가 복원 및 기념관 건립 기념음악회> 아! 그 사랑 손양원 세상과 만나다.
- 2014년 11월 3일 ~ 11월 21일 경남CBS 창립 13주년 기념 "성경필사본 전시회"
- 2014년 11월 19일 진주중계소 주파수 허가(주파수: 94.1MHz 출력: 250w 가청지역: 진주시)
- 2015년 5월 19일 다문화 가정과 함께 하는 2015 '通해야'콘서트
- 2015년 6월 22일 임형섭 본부장 취임(10대)
- 2015년 10월 19일 ~ 11월 1일 손양원목사기념관 개관기념 "성경필사본 전시회"
- 2015년 12월 3일 경남 CBS '송년 콘서트'
- 2016년 4월 28일 다문화가정과 함께 하는 2016 '通해야' 콘서트
- 2016년 6월 20일 윤기화 본부장 취임(11대)
- 2016년 8월 23일 경남CBS 진주방송 설립추진위원회 출범식(설립추진위원장 : 허영학 목사 / 동진주교회)
- 2016년 9월 12일 경남CBS 진주방송 설립추진 감사예배(동진주교회)
- 2016년 10월 13일 CBS바이블칼리지 통通 성경학교, 통박사 조병호 들별 초청강의(창원 새순교회)
- 2016년 11월 8일 경남CBS 연주소 이전(주소 : 창원시 의창구 창이대로 510 경남보훈회관 4층 404호)
- 2016년 11월 15일 ~ 11월 30일 경남CBS 손양원기념관 특별기획 십자가 전시회
- 2016년 11월 17일 경남CBS 진주방송 개국 감사예배(진주성남교회)
- 2016년 11월 21일 진주 중계소 개국(FM 94.1) 가청지역 : 진주, 사천일대
- 2016년 11월 24일 경남CBS 진주방송 개국 축하음악회
- 2016년 12월 6일 경남CBS 진주방송 설립추진위원회 총회(진주 상문교회)
- 2017년 3월 8일 경남CBS 창립 16주년 기념 및 연주소 이전 감사예배
- 2017년 5월 16일 다문화가정과 함께 하는 2017 통해야 콘서트

## 방송 송출 시설망
| 경남CBS 라디오 | 경남CBS 라디오 | 경남CBS 라디오 | 경남CBS 라디오 | 경남CBS 라디오                              | 경남CBS 라디오 |
| 송신소         | 주파수         | 출력           | 호출부호       | 송신소 위치                                 | 방송구역 |
| -------------- | -------------- | -------------- | -------------- | ------------------------------------------- | --- |
| 불모산 송신소  | FM 106.9㎒     | 5㎾            | HLCC-FM (표준) | 경남 창원시 성산구 천선동 산213-8 (MBC경남) | 창원시 일원, 함양군 일부, 산청군 일부, 창녕군 일부, 합천군 일부, 의령군 일부, 고성군 일부, 거제시 일부, 김해시 일부, 밀양시 일부, 양산시 일부, 통영시 일부, 함안군 일부, 부산광역시 일부 |
| 망진산 중계소  | FM 94.1㎒      | 250W           | HLCC-FM (표준) | 경남 진주시 망경동 631 (MBC경남)            | 진주시 일원, 사천시 일부, 하동군 일부, 남해군 일부, 거창군 일부, 산청군 일부, 의령군 일부, 고성군 일부, 함양군 일부, 창녕군 일부, 합천군 일부                                            |

### 라디오 시보 멘트
- FM 106.9MHz 진주 94.1MHz 바르고 따뜻한 세상을 만드는 방송 경남CBS입니다. HLCC

## 프로그램
| 경남CBS 라디오       | 경남CBS 라디오                                                               | 경남CBS 라디오 | 경남CBS 라디오 |
| 프로그램명           | 방송시간                                                                     | DJ             | 방송분량       |
| -------------------- | ---------------------------------------------------------------------------- | -------------- | -------------- |
| 경남CBS 교계소식     | 평일 오전 5시 55분 ~ 6시 평일 밤 9시 30분 ~ 9시 35분 평일 밤 11시 ~ 11시 5분 | 보도국         | 5분            |
| 경남CBS 10시 뉴스    | 평일 오전 10시 ~ 10시 5분                                                    | 보도국         | 5분            |
| 경남CBS 저녁종합뉴스 | 평일 저녁 5시 48분 ~ 6시                                                     | 보도국         | 12분           |